# Nicobarerne (distrikt)
Nicobarerne (hindi: निकोबार जिला) er et distrikt i det indiske unionsterritorium Andamanerne og Nicobarerne.  Administrationscenteret ligger i Car Nicobar.

## Demografi
Ved folketællingen i 2011 var der 36.819 indbyggere i distriktet, mod 42.068 i 2001. Det er ingen urban befolkning.
Børn i alderen 0 til 6 år udgjorde 11,48 % ved folketællingen i 2011 mod 12,40 % i 2001. Antallet af piger i den alder per tusinde drenge er 961 i 2011 mod 943 i 2001.